# Le Noël de Walter : Le gardien de la forêt
Le Noël de Walter : Le gardien de la forêt (en danois : Valdes Jul - Skovens Vogter) est une série télévisée danoise diffusée à partir de décembre 2023 sur TV 2 (Danemark) et de décembre 2024 sur Canal+ Kids en France.
La série se présente sous la forme d'un calendrier de l'Avent, chacun des 24 épisodes ayant pour titre un jour de décembre, jusqu'à Noël. Les calendriers de l'Avent télévisuels sont courants dans les pays nordiques depuis les années 1960.
La chanson du générique est interprétée en version originale par le chanteur Christopher, écrite en collaboration avec Pil Kalinka Nygaard Jeppesen et Frederik Thaae.
Une seconde saison de la série est attendue pour l'hiver 2025.

## Synopsis
Alors que la ferme de sa famille risque d'être vendue à un promoteur immobilier, Walter outrepasse l'interdiction de sa mère et se rend dans la forêt avoisinante. Il y fait la rencontre de Tala, une jeune fille dotée d'un pouvoir magique, qui l'identifie comme le Gardien de la Forêt, dont la mission est de protéger de l’Arbre-Mère. Avec son ami Anker et Tala, Walter entame une quête où se mêlent fantastique, secrets de famille, créatures magiques, nouveaux amis, et nouveaux ennemis.

## Distribution
| Acteur                        | Voix française       | Rôle                      |
| ----------------------------- | -------------------- | ------------------------- |
| Sander Løkke Borg             | Gavril Dartevelle    | Valde (Walter en VF)      |
| Flora Augusta                 | Cindy Renou          | Tala                      |
| Julius Stage Melchiorsen      | Victor Lalmanach     | Anker                     |
| Julie Agnete Vang Christensen | Elodie Vincent       | Malou, la mère de Valde   |
| Henrik Vestergaard            | Jean-Marie Lhomme    | Morten, le père de Valde  |
| Selma Kjær Kuscu              | Luce Ledun           | Rita, la soeur            |
| Ulver Skuli Abildgaard        | Arnaud Denissel      | Jens, le grand-père       |
| Tammi Øst                     | Diane Valsone        | Ulla                      |
| Morten Brovn                  | Stéphane Miquel      | Peter Hermansen           |
| Anders Mossling               | Samuel Debure        | Rang, l'elfe              |
| Isabella Møller Hansen        | Shana Lellouch       | Solveig                   |
| Oliver Tikotzki               | Balthazar Gouzou     | Theis                     |
| Ida Skelbæk-Knudsen           | Léa Constance Piette | Céline                    |
| Donald Andersen               |                      | Niels                     |
| Laura Allen Müller Smith      |                      | Tina, la garde forestière |
| Maya Mana Sharif Schaltz      |                      | Hannah                    |
| Emmalou Indrio Langer         |                      | Frederikke                |
| Peter Flyvholm                |                      | Bjarke                    |

Direction artistique du doublage : Céline Bothorel (FastProd)